# Cortandone
Cortandone ist eine Gemeinde in der italienischen Provinz Asti (AT), Region Piemont.

## Lage und Einwohner
Cortandone liegt 16 km nordwestlich von der Provinzhauptstadt Asti entfernt. Das Gemeindegebiet umfasst eine Fläche von 5,02 km² und hat 320 Einwohner (Stand 31. Dezember 2023). Zur Gemeinde zählen die Weiler und Dörfer Campia, Valinosio  und Bricco Cisero. Die Nachbargemeinden sind Camerano Casasco, Cinaglio, Cortazzone, Maretto und Monale.
Der Hauptort befindet sich in der rechten hydrografischen Ebene des Tales, das vom Rio di Monale umspült wird, und das Gebiet zeichnet sich durch Böden aus, die je nach Struktur des Bodens, der Höhe und der Exposition sehr unterschiedlich sind. Die unteren Teile bestehen aus Meeresschätzen, während die Hügel starke Lehm abwechselnd mit Sand haben. Die Gemeinde liegt überwiegend im Wald und ist von Maisfeldern umgeben. Sehr beliebt sind auch die Haselnussplantagen, die typisch für den Ort sind.

## Geschichte
Cortandone gehörte im zwölften Jahrhundert für mehr als hundert Jahre den „Di Cortandone“ (lokale Herren). Später ging das Lehen an die Mandra über, dann wieder an die Pallien, Pallien, Scarampi und Di Macello. Seit 1654 waren Facello und Pelletto die einzigen Herren von Cortandone.

## Sehenswürdigkeiten
- Vom Platz aus, über die Via della Costa, erreicht man schnell das Rathaus, in dessen Nähe sich die Pfarrkirche Sant’Antonio Abate aus dem 18. Jahrhundert befindet; die Kirche hat eine spätbarocke Fassade mit freiliegenden Backsteinen. Die Dekorationen im Inneren stammen aus dem Jahr 1907 und sind das Werk des Malers Giovanni Lamberti, während Luigi Morgari die Darstellungen der vier Evangelisten und des heiligen Antonius verdankt, die die Decke schmücken. Vom Vorplatz der Kirche Sant’Antonio Abate aus kann man die Überreste der Mauern der alten Burg sehen, die 1705 von den französischen Truppen vermint und schwer beschädigt wurden. In der zweiten Hälfte des folgenden Jahrhunderts wurde dann der restliche Teil abgerissen.
- Über die Straße auf der rechten Seite der Pfarrkirche gelangt man zur Kirche San Carlo, ein Ort der Volksfrömmigkeit, der bereits in einem Vermächtnis aus dem Jahr 1626 erwähnt wurde; in der Vergangenheit von Weinbergen umgeben, ist sie heute im Wald eingetaucht.
- Im Ortsteil Campìa befindet sich die Kirche von San Grato, die 1863 auf Kosten der Einwohner der Ortschaft wieder aufgebaut wurde.
- Kirche zu Ehren Christi des Erlösers, errichtet in der zweiten Hälfte des achtzehnten Jahrhunderts, wo stand ein alter Pylon.
- Hervorzuheben sind außerdem ein Aussichtspunkt in der Fraktion Campia, die riesige Bank „Serpanca“ und das Wandgemälde, das im Oktober 2021 vom Künstler Roberto Collodoro geschaffen wurde, der eine Muschel darstellt, die die Menschen und die Jahreszeiten des Lebens vereint, die am 24. Oktober 2021 eingeweiht wurde, Das Werk ist 9 × 4 Meter groß

## Kulinarische Spezialitäten
In Cortandone werden Reben der Sorte Barbera für den Barbera d’Asti, einen Rotwein mit DOCG Status angebaut.
Die gastronomische Spezialität ist Bagna Càuda, das seit 57 Jahren jedes Wochenende im November im Proloco des Dorfes gefeiert wird.

## Feste
Im September wird im Dorf das Masche-Fest gefeiert, die Hexen in piemontesischer Sprache, legendäre Figuren der Tradition von Langa und Monferrato.